# قائمة مواقع التراث العالمي في بيلاروس
مواقع التراث العالمي هي المناطق أو المعالم التي ترشحها لجنة التراث العالمي التابعة لمنظمة الأمم المتحدة للتربية والثقافة والعلوم، أو كما تسمى باختصار اليونسكو، لدخول قائمة التراث الإنساني العالمي. تتميز هذه المواقع بأهمية للتراث العالمي أو الطبيعي، فقد تكون طبيعية مثل الجبال والغابات، أو من صنع بشري مثل الفنون المعمارية والمدن والجسور وغيرها، وهذه الأمور موضحة في اتفاقية التراث العالمي التي وُقِّعت في باريس في 19 نوفمبر من عام 1972 بعدما أقرتها اليونسكو في الدورة السابعة عشر. تسعى هذه الاتفاقية إلى الحفاظ على المواقع المصنفة لديها للإنسانية وللأجيال القادمة على الآثار الطبيعية والثقافية التي لها قيمة عالمية واستثنائية. قبلت بيلاروس الاتفاقية في 12 أكتوبر من عام 1988، مما أهل مواقعها الطبيعية والتاريخية للإدراج في القائمة.
يوجد أربعة مواقع للتراث العالمي في بيلاروس منذ العام 2022. غابة بياوفيجا هي الموقع الأول الذي أضيف للقائمة، في عام 1992، وتعد هذه الغابة موقعاً عابر للبلدان، فهي تمتد عبر كل من بولندا وبيلاروس. هذا هو الموقع الطبيعي الوحيد في بيلاروس، بينما سائر المواقع الثلاث عبارة عن مواقع ثقافية. يعد قوس ستروف الجيوديسي، بالإضافة إلى غابة بياوفيجا، موقعًا عابرًا للحدود الدولية، وهو مشترك مع تسعة بلدان أخرى. بالإضافة إلى ذلك، لدى بيلاروس ستة مواقع مدرجة في القائمة المؤقتة.

## القائمة
تصنف قائمة اليونسكو المواقع وفقًا لمعايير الاختيار العشرة، يجب أن يفي كل موقع بواحد على الأقل من المعايير. المعايير من الأول إلى السادس هي معايير ثقافية، أما المعايير من السابع إلى العاشر تعد معايير طبيعية.
| الموقع              | الصورة                                                                   | المكان                      | تاريخ التسجيل | النوع | نبذة |
| ------------------- | ------------------------------------------------------------------------ | --------------------------- | ------------- | ----- | --- |
| غابة بياوفيجا       | Forest scenery, some broken trees                                        | مقاطعة بريست ومقاطعة جردونه | 1992          | طبيعي | هي مجمع غابات كبير يقع على الحدود بين بولندا وبيلاروس. تعد هذه الغابة مثالاً على المنطقة البيئية الأرضية للغابات المختلطة في أوروبا الوسطى، ومجموعة من الموائل غير الحرجية المرتبطة بها، بما في ذلك المروج الرطبة والوديان النهرية والأراضي الرطبة الأخرى. تعد المنطقة موطنا لأكبر عدد من البيسون الأوروبي التي تتجول فيها بحرية، بالإضافة إلى حيوانات أخرى مثل الذئاب والأوشاق وثعالب الماء. اُضيف الجزء البولندي من الغابة لأول مرة إلى قائمة مواقع التراث العالمي في عام 1979، واُضيف الجزء البيلاروسي من الغابة في عام 1992، وشهد عام 2014 امتدادا كبيرا للمنطقة المحمية. |
| مجمع قصر مير        | Red brick castle with several towers                                     | مير                         | 2000          | ثقافي | تقع قلعة مير في منطقة ذات تاريخ مضطرب، مما أثر على تطورها. بدأ بناؤها في نهاية القرن الخامس عشر، وصممت على الطراز القوطي. اُعيد إعمارها في وقت لاحق تحت تأثيرات عصر النهضة والباروك. تعرضت القلعة لأضرار بالغة خلال الحروب النابليونية، ورممت في أواخر القرن التاسع عشر. |
| قوس ستروف الجيوديسي | A stone pillar with the inscription about the site. Trees behind.        | مقاطعة بريست ومقاطعة جردونه | 2005          | ثقافي | هو عبارة عن سلسلة من نقاط التثليث، تمتد على مسافة 2820 كيلومترًا (1750 ميلًا) من هامرفيست في النرويج إلى البحر الأسود. اُنشئت النقاط في دراسة استقصائية أجراها عالم الفلك فريدريك جورج ويهيلم فون ستروف بهدف قياس جزء طويل من خط الطول، مما ساعد على تحديد حجم الأرض وشكلها. في الأصل، كان هناك 265 نقطة. يتضمن موقع التراث العالمي 34 نقطة في عشرة بلدان من الشمال إلى الجنوب: النرويج والسويد وفنلندا وروسيا وإستونيا ولاتفيا وليتوانيا وبيلاروس ومولدوفا وأوكرانيا. خمسة منها تقع في بيلاروس.                                                                              |
| قلعة نزفيزه         | Palace courtyard surrounded with yellow buildings. A well in the middle. | نزفيزه، إقليم مينسك         | 2005          | ثقافي | كانت القلعة معقل عائلة رادزيويل، التي بنت القلعة وصانتها من القرن السادس عشر حتى عام 1939. كانت القلعة بمثابة مرعى للعلوم والفنون، ودعي الفنانين والحرفيين والمهندسين المعماريين إلى مدينة نزفيزة. يتكون الموقع من القلعة السكنية وكنيسة ضريح كوربوس كريستي، إلى جانب محيطها الطبيعي. |

## المواقع المؤقتة
يمكن للدول الأعضاء الاحتفاظ بقائمة من المواقع المؤقتة التي قد تفكر في ترشيحها بالإضافة إلى المواقع المدرجة في قائمة التراث العالمي. تُقبَل الترشيحات لقائمة التراث العالمي فقط إذا كان الموقع مدرجًا مسبقًا في القائمة المؤقتة، وتسمى بالقائمة الإرشادية المؤقتة لمواقع التراث العالمي أو القائمة المؤقتة لمواقع التراث العالمي. تحتوي بيلاروس على ستة مواقع من هذا النوع.
| الموقع                                                                  | الصورة                                                               | المكان                       | تاريخ التسجيل | النوع | نبذة |
| ----------------------------------------------------------------------- | -------------------------------------------------------------------- | ---------------------------- | ------------- | ----- | --- |
| قناة أوغوستوف                                                           | River canal, vegetation on both sides                                | مقاطعة جردونه                | 2004          | ثقافي | اُنشئت قناة أوغوستوف في الفترة بين عامي 1823 وعام 1839، لتوفير وصلة مباشرة بين نهر فيستولا (من خلال نهر بيبرزا، وهو أحد روافد نهر ناريف)، ونهر نيمان (من خلال نهر غزانا هانغزا، وهو أحد روافده). علاوة على ذلك، وفرت رابطا مع البحر الأسود إلى الجنوب من خلال قناة أوجينسكي ونهر دفينا ونهر بيريزينا ودنيبر. سمح لطرق التجارة بتجاوز أراضي بروسيا الشرقية، التي كانت قد أدخلت في وقت سابق رسوما جمركية عالية لنقل البضائع البولندية والليتوانية عبر أراضيها. يشمل التراث التقني للقناة الأقفال والسدود ومسارات السحب، بالإضافة إلى الطرق والجسور. تقع القناة الآن في أراضي بيلاروس وبولندا. |
| كنيسة التجلي في بولاك وكاتدرائية القديسة صوفيا في بولوتسك               | White church with green roof and two bell towers, side view          | بولوتسك، مقاطعة فيتسبك       | 2004          | ثقافي | بنيت كنيسة التجلي بين عامي 1152 و1161 على الطراز الروسي القديم بأمر من الأميرة القديسة يوفروسين من بولوتسك. استخدمت الكنيسة من قبل اليسوعيون من القرن السادس عشر إلى القرن التاسع عشر. بنيت كاتدرائية القديسة صوفيا في الأصل في القرن الحادي عشر، ولكن أعيد بناؤها بعد حريق عام 1447 ثم في القرن الثامن عشر بعد حرب الشمال العظمى، ولكن صممت هذه المرة على الطراز الباروكي. الواجهة الرئيسية مزينة بعناصر زخرفية على طراز الروكوكو. |
| كنيسة كالوجا في غرودنو                                                  | Church made of brick and stone, side view                            | مقاطعة جردونه                | 2004          | ثقافي | بنيت الكنيسة في عام 1180 من الطوب والحجر. في القرون التالية، شهدت الكنيسة سلسلة من التجديدات، بالإضافة إلى انهيار جزئي بسبب انهيار أرضي للضفة العالية لنهر نيمان، حيث تقع الكنيسة. تبقى جداران وثلاثة حنفيات وعمودان من الهيكل الأصلي. لا تزال الكنيسة مكانا نشطا للعبادة. |
| المباني الدينية قلعية النوع في بيلاروس وبولندا وليتوانيا                | White and red church with two bell towers, side view                 | مقاطعة جردونه ومقاطعة فيتسبك | 2004          | ثقافي | يتضمن هذا الموقع ثلاث كنائس محصنة في بيلاروس، وكذلك كنيسة ميلاد مريم العذراء المباركة في مورافانكا، وكنيسة القديس مايكل في سينكافيتشي، وكنيسة القديس يوحنا المعمدان في كاماي. بنيت الكنائس في القرنين السادس عشر والسابع عشر، وغالبا ما جُددن بسبب الأضرار التي أعقبت الحروب أو الحرائق. |
| الكنائس الخشبية في بوليسيا                                              | Blue wooden church with a single bell tower in the middle, side view | مقاطعة بريست                 | 2004          | ثقافي | يأخذ هذا الترشيح في الاعتبار العمارة الخشبية في منطقة بوليسيا، وفيها شكَّل الخشب مادة البناء الرئيسة لقرون. في القرنين السابع عشر والثامن عشر، ظهر نوعان من مدارس الهندسة المعمارية في بوليسيا: الغربية والشرقية. مثال على ذلك هو كنيسة سانت نيكيتسكايا، التي بنيت لأول مرة في عام 1502 ووسعت لاحقًا. |
| النصب التذكارية لأبطال الحرب الوطنية العظمى: قلعة بريست وماماييف كورغان |                                                                      | مقاطعة بريست                 | 2024          | ثقافي | يتكون هذا الموقع من موقعين تذكاريين للحرب العالمية الثانية، أو الجبهة الشرقية للحرب العالمية الثانية، وهما قلعة بريست في بيلاروس ومامايف كورغان في روسيا. كانت قلعة بريست موقع الهجوم الألماني على الاتحاد السوفيتي في عام 1941، وبني مجمع تذكاري في أواخر الستينيات وأوائل السبعينيات. من الناحية الفنية، يمزج الموقع بين جماليات العصور القديمة الكلاسيكية والفترة الحديثة لعرض مشاعر الوطنية والتضحية والبطولة والحزن على الذين قتلوا. ساهم كلا المجمعين التذكاريين في تطوير أسلوب الفن السوفيتي البطولي الذي أصبح بارزا في البلدان الاشتراكية.                                         |

## وصلات خارجية
- قائمة مواقع التراث العالمي لليونسكو في بيلاروس (بالإنجليزية)
- مواقع التراث العالمي على بوابة مواقع التراث العالمي (بالإنجليزية)
- دليل الإشارات إلى التراث العالمي في بيلاروس (بالإنجليزية)